# Chatchai Butdee
Chatchai Butdee est un boxeur thaïlandais né le 26 mars 1985.

## Carrière
Sa carrière amateur est principalement marquée par une médaille d'or remportée aux championnats d'Asie en 2015 dans la catégorie des poids coqs et une médaille de bronze aux championnats du monde de 2013 dans la catégorie des poids mouches.

## Palmarès

### Championnats du monde de boxe amateur
- Médaille de bronze en -52 kg en 2013 à Almaty, Kazakhstan

### Championnats d'Asie de boxe amateur
- Médaille d'or en -56 kg en 2015 à Bangkok, Thaïlande